# Алексо Митанов
Алексо Митанов е български революционер, деец на Вътрешната македоно-одринска революционна организация.

## Биография
Роден е през 1870 година в кичевското село Кладник, тогава в Османската империя, днес в Северна Македония. Присъединява се към ВМОРО и е четник на Йордан Пиперката, участвал в битката при Белица в 1901 година.